# Iglesia de San Francisco (Bujalance)
La iglesia parroquial de San Francisco en Bujalance (Córdoba, España) fue considerada una joya del arte barroco andaluz. La iglesia data de 1530, ligada al antiguo convento anexo de frailes franciscanos. Fue incendiada en 1936, perdiéndose el retablo, de estilo barroco andaluz y la planta original de la iglesia de dos naves. Las tareas de reconstrucción del templo acabaron en 1952. Es el segundo templo más importante de la ciudad, por detrás de la Catedral de la Campiña.

## Características
Lo más importante del conjunto es el patio de entrada rodeado de cadenas, la capilla lateral neobarroca de la Inmaculada Concepción del Voto (patrona de la ciudad), un cristo de la Buena Muerte del sevillano Antonio Castillo Lastrucci, copia del de la Buena Muerte de Sevilla de Juan de Mesa, las dos portadas de piedra y la gran torre barroca de ladrillo (33 m) construida en el siglo XVIII, de cinco cuerpos. El primero es prismático y sobre este se alza otro de planta menor y sobre éstos, tres cuerpos de campanas más estrechos. Los últimos cuerpos manifiestan un enorme parecido con los que rematan la torre de la Catedral-Mezquita de Córdoba (1664).